# 伊斯蘭·卡里莫夫
伊斯蘭·阿卜杜加尼耶维奇·卡里莫夫（1938年1月30日—2016年9月2日），乌兹别克斯坦首任总统，曾經在烏茲別克蘇維埃社會主義共和國時期擔任烏茲別克共產黨第一書記。
从1989年起至2016年去世，他掌握最高权力长达27年，然而国内人权状况一直受联合国批评。

## 早年
卡里莫夫出生於撒馬爾罕，其父母分別為烏茲別克人和塔吉克人，並於蘇聯一所孤兒院長大。
他曾於塔什干就讀工程學及經濟學，並於1964年加入蘇聯共產黨。

## 統治
1989年，卡里莫夫當選烏茲別克共產黨中央委員會第一書記，成為最高領導人。1990年3月24日，他兼任總統一職。隨著蘇聯解體，他於1991年8月31日宣佈烏茲別克脫離蘇聯獨立，並於同年12月29日的總統大選中贏得86%選票。不過該次選舉被指為舞弊，例如利用國家機器進行競選活動，以及把點票數字誇大。
1995年，卡里莫夫透過公民投票把任期延至2000年。2000年1月9日，他在大選中得到91.9%的選票成功連任。美國批評該次選舉「既不自由，也不公平，選民沒有選擇的權利」，而反對派候選人阿卜杜勒阿齐兹·贾拉洛夫也承認他的加入只是為選舉製造表面民主形象，自己的選票其實也投給了卡里莫夫。2002年1月27日，卡里莫夫再透過公投，把總統任期由5年延長至7年，即由原本的2005年底，延至2007年12月才舉行大選，而2007年的大選他以90.77%得票率再度連任。
國內的激進伊斯蘭教反政府組織企圖推翻政府，卡里莫夫對之作出打壓，而他們被懷疑與2004年3月發生的恐怖爆炸案有關。卡里莫夫透過缺席審訊，把烏茲別克斯坦伊斯蘭運動的兩名領袖判處死刑，其中一位領袖據報已在阿富汗被殺，而另一名則仍逍遙法外。
由於烏茲別克的人口密度頗高，2010年卡里莫夫曾強制推行計劃生育政策，下令生育超過兩名的育齡婦女強制接受結紮與摘除子宮等絕育措施。
2015年總統選舉，卡里莫夫成功連任，贏得第四個七年任期，至其去世一直出任總統職務。

## 逝世

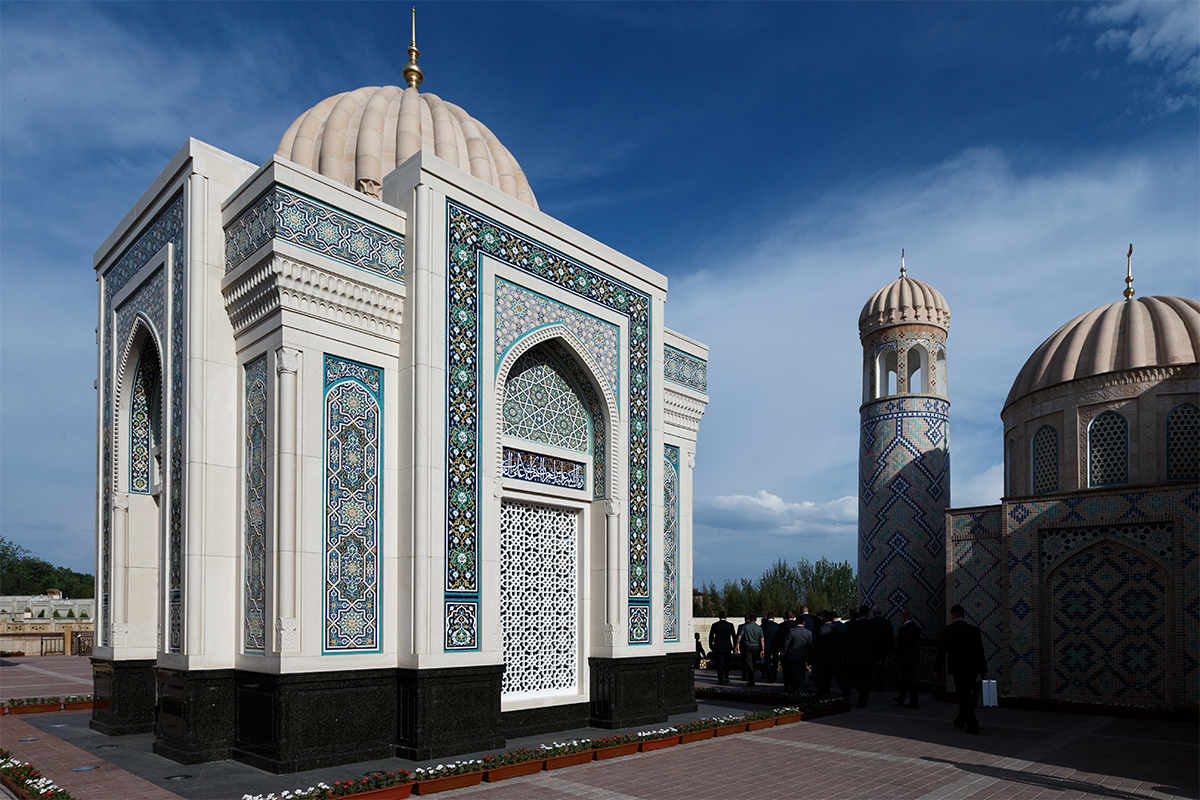
撒馬爾罕伊斯蘭·卡里莫夫陵寢

2016年8月底，自1989年上台，執政27年的卡里莫夫被传出病危消息，传说他因突发脑出血被送往加护病房治疗。
2016年9月2日，烏茲別克政府於當地時間22:00宣布卡里莫夫逝世，終年78岁，遺體於次日从首都運回故鄉撒馬爾罕。
土耳其總理比纳利·耶伊尔德勒姆率先全球表示哀悼。

## 评价
卡里莫夫在位的27年間，雖有形式上的投票選舉與公投，但實際上，卻透過殺害、監禁與流放等手段，消滅了國內的異議分子，同時箝制新聞自由、迫害人權，以維持其對國家的統治。

## 家庭
卡里莫夫的妻子塔季揚娜·卡里莫娃為一名經濟學家，育有兩女及三名孫兒。其中長女古利娜拉·卡里莫娃任烏茲別克駐俄羅斯大使的顧問人員。

## 外部連結
- 新华网 - 乌兹别克斯坦总统卡里莫夫 （页面存档备份，存于）
- 總統官方網站 （页面存档备份，存于）（乌兹别克文）（俄文）（英文）